# 公衆衛生看護婦

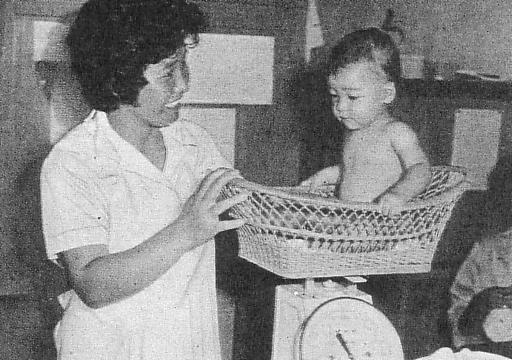
具志川村役所に勤務する公衆衛生看護婦

公衆衛生看護婦（こうしゅうえいせいかんごふ、Public Health Nurse）とは、復帰前の沖縄県で定められた看護資格で、日本本土における「保健師（旧称:保健婦）」に相当する。

## 概要
戦前は本土と同様に「保健婦」と呼ばれ、資格取得方法も同じであった。（ただし、当時の沖縄県には保健婦養成機関がなかったので、長崎県にあった養成所に公費で入学し、資格を取得した。）
沖縄戦後の1951年に、琉球列島米国民政府が「看護婦養成学校法（米国民政府布令第35号）」「看護婦資格審査委員会令（米国民政府布令第36号）」を公布し、公衆衛生看護婦の資格が規定された。
布令によると、看護婦（戦前に取得した保健婦資格者も含む）を対象に養成講習会が開かれ、修了者に資格が付与された。1955年からは専門の看護学校が設置された。
著名な講師に金城妙子、同じく卒業生に与那覇しづがいる。
復帰に伴い、公衆衛生看護婦は「保健婦」の資格が付与された。

## 駐在公衆衛生看護婦制度
1951年より離島や僻地などの無医村において駐在制度を実施し、マラリアや結核などの感染症対策や母子保健指導に従事し多大な成果を残した。
復帰後も沖縄県の事業として続けられた。なお、地方分権に伴う市町村保健婦の拡充と地域保健法の施行にともない、1997年3月に沖縄県における駐在保健婦制度は廃止された。